# Корейский осётр
Корейский осётр (лат. Acipenser dabryanus) — относительно небольшая пресноводная рыба рода осетры. Эндемик Китая, обитает только в реке Янцзы. По-видимому, в дикой природе полностью исчез из-за строительства плотин гидроэлектростанций, перелова и загрязнения Янцзы и её притоков. Разводится в неволе китайскими учёными на специально созданном рыбозаводе, однако выпуски в реку выращенной молоди рыбы пока нерезультативны (предположительно из-за загрязнения реки промстоками), размножения в реке не отмечено.
Корейские осетры относятся к видам, находящимся под государственной охраной первой категории в Китае. В ноябре 2019 года 22 особи корейского осетра весом 1 кг каждая были выпущены властями г. Чунцин в национальном природном заповеднике в верхнем течении реки Янцзы.